# Richard von Weizsäcker
Richard Freiherr von Weizsäcker (Stuttgart, Alemanya, 15 d'abril de 1920 - Berlín, 31 de gener de 2015) fou un polític demòcrata cristià (CDU) alemany, alcalde de Berlín entre 1981 i 1984, i President d'Alemanya des de 1984 fins al 1994.

## Biografia
Va néixer el 15 d'abril de 1920 a la ciutat de Stuttgart, població situada a l'estat de Baden-Württemberg fill del diplomàtic Ernst von Weizsäcker i germà del físic i filòsof Carl Friedrich von Weizsäcker. Després de passar part de la infantesa entre Suïssa i Dinamarca, a conseqüència de les obligacions del seu pare, es traslladà a Anglaterra per a estudiar Filosofia i Història al Balliol College, depenent de la Universitat d'Oxford. Posteriorment va continuar els seus estudis a la Universitat de Grenoble (França) i a la Universitat de Göttingen, on també va cursar estudis de dret, especialitzant-se en afers financers. L'any 1953 va contreure matrimoni amb Marianne von Kretschmann, amb la qual ha tingut quatre fills.
Membre honorari del Club de Roma, l'any 1995 fou guardonat amb el Premi Internacional Catalunya, juntament amb Václav Havel, concedit per la Generalitat de Catalunya.

## Activitat política
El 1955 es va afiliar al Partit Demòcrata Cristià Alemany (CDU). Membre del Bundestag des de 1969, el 1972 aconseguí la vicepresidència del grup parlamentari cristianodemòcrata, càrrec que va ocupar fins a l'any 1979. Entre 1981 i 1984 va ser alcalde de Berlín Oest, any que va dimitir per a presentar-se com a candidat a la presidència de la República Federal d'Alemanya. El 23 de maig de 1984 fou escollit per a ocupar la direcció de l'Estat per l'Assemblea federal. Va ser un dels protagonistes que més van col·laborar per a assolir la reunificació de les dues Alemanyes l'any 1992 i fou el primer president d'Alemanya després de la unificació: mantingué ell mateix el seu càrrec i succeí Sabine Bergmann-Pohl com a cap d'estat de l'extinta República Democràtica Alemanya (RDA). El 1994 va abandonar la presidència en concloure el seu segon mandat i va ser substituït per Roman Herzog.
Posteriorment ha desenvolupat una intensíssima activitat en diferents comissions internacionals, especialment va servir com a president del grup de funcionament independent en el futur de les Nacions Unides i com un dels "tres homes savis" que va designar el president de la Comissió Europea Romano Prodi per considerar el futur de la Unió Europea.